# Хорус
Хорус или Хор је једно од најстаријих египатских божанстава, отелотворен у владару (односно фараону), син је бога подземног света, Озириса и богиње Изиде, који се око престола бори са Сетом. Најпознатији Хорусов храм се налази у Едфуу у Горњем Египту. Изграђен је између 173. и 167. п. н. е.
Он је био обожаван од праисторијског Египта до Птолемејског краљевства и римског Египта. У историји се бележе различити облици Хоруса, а египтолози их третирају као различите богове. Ови различити облици могу бити различите манифестације истог вишеслојног божанства у којем су наглашени одређени атрибути или синкретички односи, не нужно у опозицији, већ комплементарни једни другима, у складу са начином на који су древни Египћани гледали на вишеструке аспекте стварности. Најчешће је приказиван као соко, највероватније средоземни соко или сиви соко, или као човек са главом сокола.
Најранији записани облик Хоруса је духовно божанство Нехена у Горњем Египту, који је први познати национални бог, специфично везан за владајућег фараона, који се с временом сматрао манифестацијом Хоруса у животу и Озириса у смрти. Најчешћи породични однос описује Хоруса као сина Изиде и Озириса, и он игра кључну улогу у Озирисовом миту као Озирисов наследник и ривал Сета, убице Озириса. У једној другој традицији Хатор се сматра његовом мајком, а понекад и његовом супругом. Хорус је вршио многе функције, нарочито као бог краљевства и неба.
Клаудије Елијану је писао да су Египћани на свом језику звали бога Аполона „Хорус“. Међутим, Плутарх, даље разрађујући исту традицију о којој су извештавали Грци; прецизирао је да је онај „Хорус“ кога су Египћани изједначили са грчким Аполоном у заправо „Хорус Старији“, који се разликује од Хоруса, сина Озириса и Изиде (што би га чинило „Млађим“).

## Порекло митологије
Хорус је рођен од богиње Изиде након што је прикупила све раскомадане делове тела њеног убијеног мужа Озириса, осим његовог пениса, који је био бачен у Нил, те га је појео сом, или је понекад приказана краба уместо сома, и према Плутарховом извештају, користила је своје чаробне моћи да ускрсне Озириса и направи фалус да би зачела свог сина (старији египатски описи наводе да је пенис Озириса преживео).
Након што је остала трудна са Хорусом, Изида је побегла у мочвару делте Нила да се сакрије од свог брата Сета, који је љубоморно убио Озириса и за кога је знала да би желео да убије њиховог сина. Тамо је Изида родила божанског сина Хоруса.

## Култно место
Хорус је поштован на више места, најпознатији је храм из доба Птолемеја из града Ека.
Карахти је његов аспект, означава хоризонт рађања, а приказује се као крилати диск.
Хорус је бог краљевске власти, тј. краљ је инкарнација Хоруса.
Хорус је и бог неба. Приказује се антропоморфно као дете или као одрастао, зооморфно као соко или комбиновано, са главом сокола.

## Мит о Хорусу
Мит о Хорусу Бехдетском потиче из доба када је Египат био још разједињен и подељен на Горњи и Доњи Египат. Борбе за уједињење описују се као борбе између војске Хоруса и Сета.
Атхуманунх скреће пажњу да ове борбе нису борбе Хоруса сина Изидиног и Сета, већ Хуроса ура који је брат Сета и Озириса, а син Нутин и Сета.
Хорус је на челу војске Северног Египта, а култ му је развијен у граду Бехдету, а Сет је на челу војске Јужног (Горњег) Египта. Околности под којима су се борбе водиле Атхуманунху нису баш кристално јасне, па је он сигуран да је побеђивала на тренутак једна, а онда опет друга страна.
Хорус се приказује у одећи фараона и као најстарији син бога Ра.
Хорус је соларно божанство и господар Двају земљи (Небтауи). У том миту побуњенике против Ра предводи Сет, хтонско божанство. У тим митовима Сетова војска састоји се од ратника у обличју страшних крокодила, нилских коња и змија, који су уопштено и вековни непријатељи бога Ра. Отуда и каснија тврдња да су фараонови непријатељи заправо и непријатељи бога Ра.
У миту Атхуманунх је пронашао и тренутке када Хорус, син Изидин, заправо помаже свом ујаку Хорусу Бехдетском у борбама с војском воденог хаоса, а у миту о борби Хоруса, сина Изидиног и Сета око права на Озирисов престо, Хорус Бехдетски свесрдно и отворено помаже и на страни је свог нећака младог Хоруса.

## Алтернативна веровања
Филмови Zeigeist и Religulous су популаризовали веровање да је Хорус био узор за стварање лика Исуса Христа. По овим филмовима, Хорус је син Изидин рођен 25. децембра, која је била девица, у реци га је „крстио“ Ануп (тј. Јован Крститељ) коме је касније одсечена глава. Као и Исус, и Хорус је био искушаван док је био сам у пустињи, лечио је, враћао вид, истеривао демоне, ходао по води, подигао Асара (тј. Лазара) из мртвих, имао је 12 следбеника, умро на крсту, као и да је васкрсао после смрти. Ове идеје потичу од египтолога Џералда Месија, који је изнео ове тврдње у својој књизи Ancient Egypt, the light of the world. Већина египтолога верује да ове паралеле нису тачне и да су псеудоисторија.